# Sant Magí de Brufaganya
|  | Aquest article tracta sobre l'edifici. Si cerqueu l'entitat de població, vegeu «Sant Magí de Brufaganya (nucli)». |

Sant Magí de la Brufaganya és un santuari situat a 760 m d'altitud, sobre el començament del Torrent de Sant Magí, al terme municipal de Pontils (Conca de Barberà). Forma part del nucli de Sant Magí de Brufaganya. S'hi s'accedeix per una desviació en la carretera de Pontils a la Llacuna. El tercer diumenge de setembre s'hi realitza un aplec.

## Arquitectura

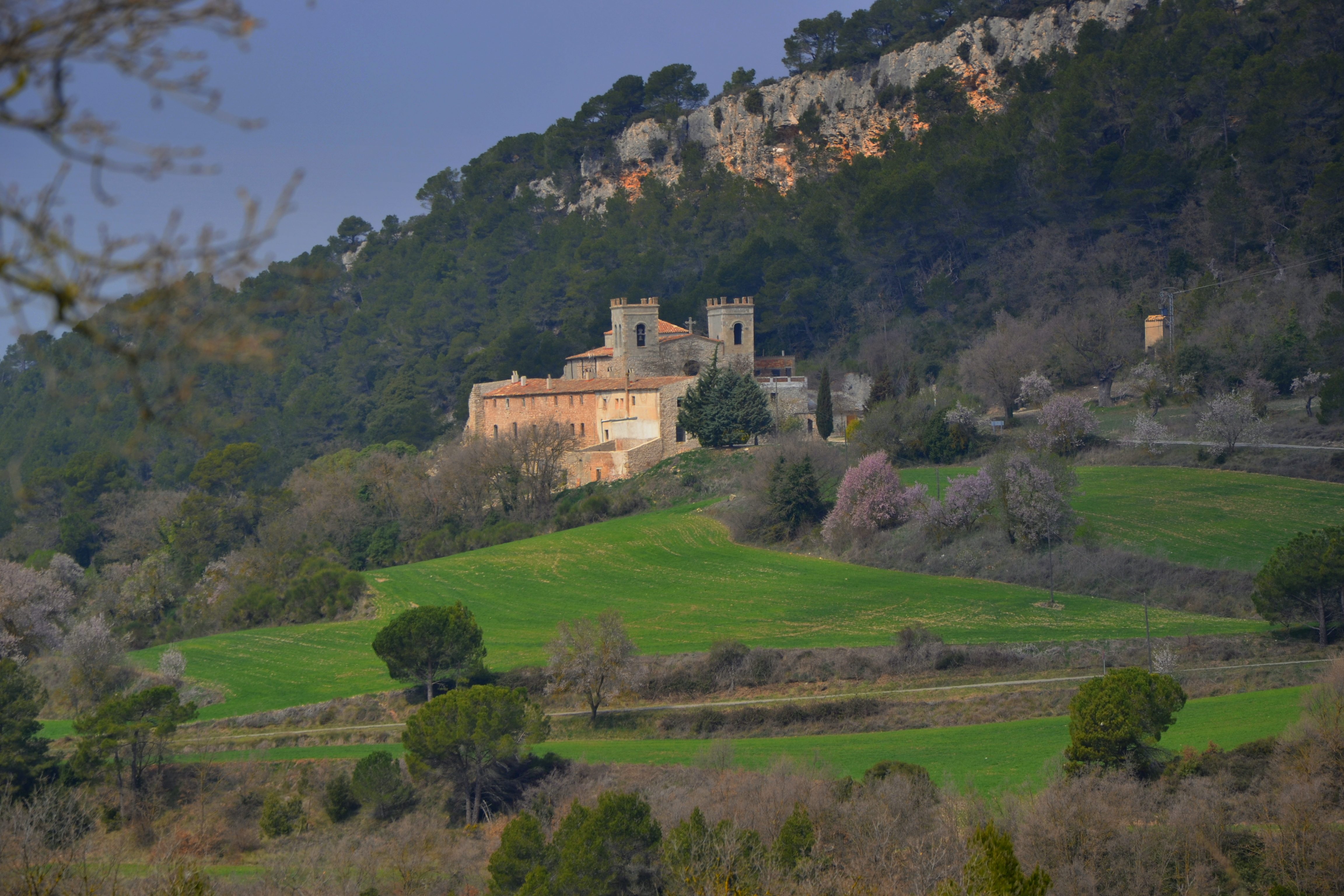
Sant Magí de la Brufaganya, amb el santuari al centre i el cingle al damunt

És un recinte format per una església, un edifici conventual i altres dependències, com l'actual rectoria. El conjunt, força heterogeni palesa les diferents etapes constructives que ha sofert, degudes principalment a diferents ampliacions i als saquejos dels anys 1714, 1835 i 1936.
L'església és d'una sola nau amb capelles laterals i cambril en el presbiteri. La nau té quatre trams coberts amb volta de canó i llunetes sobre els arcs faixons de mig punt, així com pilars amb pilastres de cornises motllurades. Les capelles laterals estan cobertes amb volta d'aresta i la capçalera per una cúpula rebaixada sobre petxines. Darrere l'altar s'aixeca un cambril amb una imatge moderna del Sant titular. Al costat de l'epístola s'observen les restes del cor dels monjos, que es comunicaven amb l'església a través de gelosies de fusta. Sota la cúpula es troba la cripta.

## Història

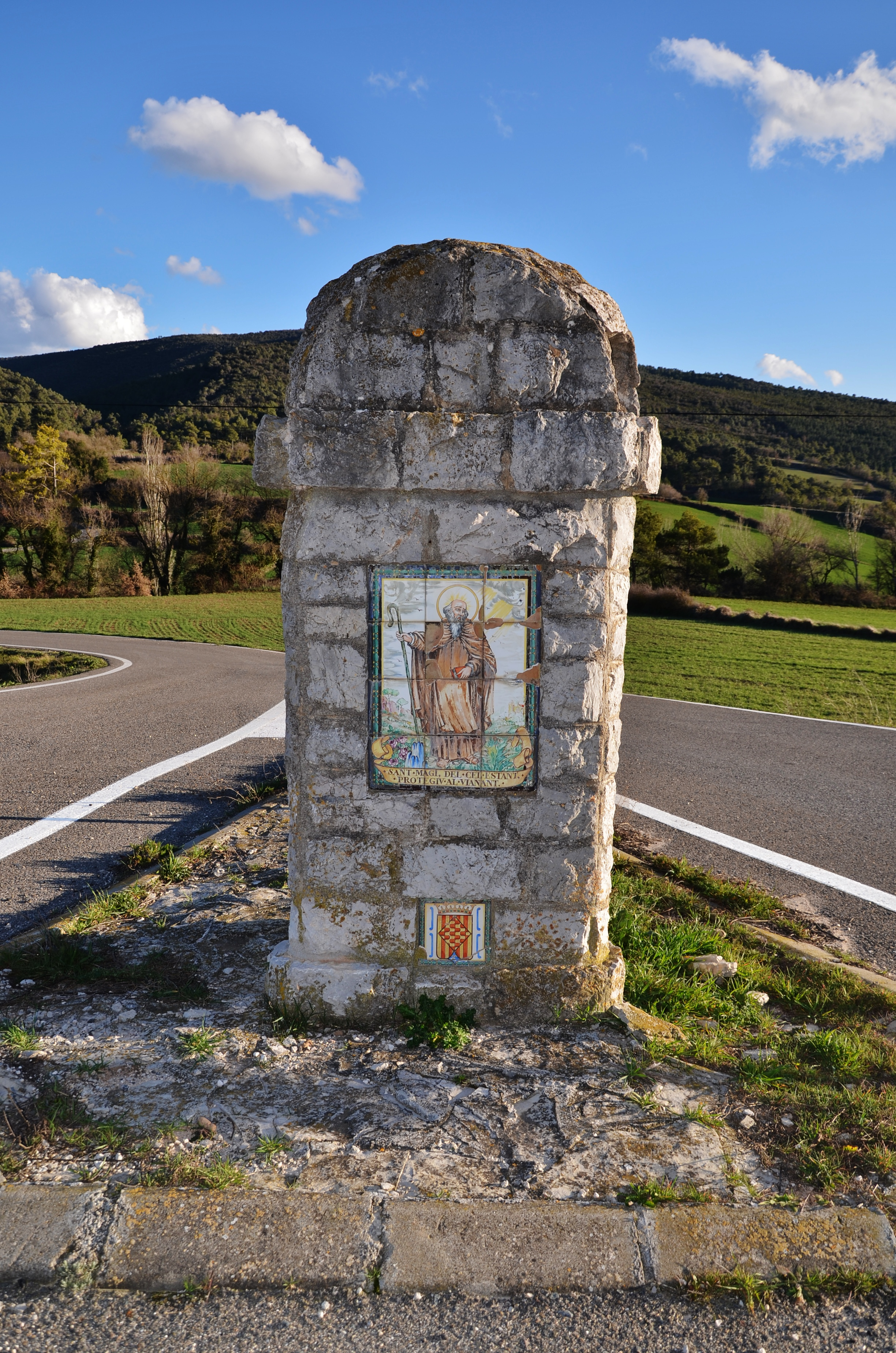
Imatge del sant, a l'inici de la carretera d'accés a Sant Magí de la Brufaganya

Segons la tradició popular, el santuari està dedicat a Sant Magí, l'anacoreta martiritzat en el segle iii i enterrat en aquest lloc. Fins al 1204 no s'esmenta documentalment la roca de Sant Magí i al segle xiii hi havia una església, que era centre de devoció i beneficiària de llegats. Al segle xvi, a iniciativa dels Cervelló, es va restaurar el temple i s'hi organitzà una germandat, alhora que fou dotat amb diverses propietats. Els barons de la Llacuna, patrons del santuari de Sant Magí, donaren el lloc als religiosos dominics que, provinents del Convent de Santa Caterina, s'hi establiren des del 1603 fins al 1835. El 1732 es va començar a construir l'església actual, que es va inaugurar, encara que inacabada, el 1735. Fou objecte de diversos saqueigs els anys 1714, 1835 i 1936. Des del 1841 té funcions parroquials. Vers el cingle sobre el santuari, un rengle d'esglaons condueix a una cavitat natural coneguda com la cova de Sant Magí, on la tradició diu que el sant l'habità durant trenta anys, alimentat pels àngels, i on fou perseguit i mort pels romans. En aquests cingles encara hi ha uns antics ermitatges en runes. Documentalment no tenim cap notícia anterior al 1204 i ja en aquest moment existia una església ermitana. Al segle xvi, la família Cervelló llegà al Santuari diverses propietats. Els dominicans el regentaren entre 1603 i 1835. a partir de 1841 és la parròquia de la rodalia.
Sota el santuari es troba la Capella de les Fonts de Sant Magí, d'aigua considerada com miraculosa i objecte de romiatge; segons explica la llegenda, el sant la va fer brollar donant tres cops a terra amb el seu bastó quan els soldats romans el baixaven captiu de la muntanya de la Brufaganya, a Santa Perpètua de Gaià. Durant segles, poblacions com Barcelona, Tarragona, Lleida, Cervera o Igualada han anat a buscar aigua de les fonts de Sant Magí de la Brufaganya, per fer-la entrar després de manera solemne al seu municipi i repartir-la entre els veïns.
Prop de la Capella de les Fonts hi ha un pedró dedicat a Sant Magí per la ciutat d'Igualada. És una columna d'un metre i mig amb una inscripció que dona fe de la devoció igualadina. Es va inaugurar el 16 d'agost del 1927 i fou destruït el 1936 durant la Guerra Civil. Els igualadins hi tornaren l'any 1950 per fer-ne la restauració i la segona inauguració a càrrec de mossèn Amadeu Amenós. El 16 d'agost de 2010 va tornar a ser inaugurat per representants de l'Ajuntament d'Igualada i els Amics dels Cavalls de l'Anoia, després d'una nova restauració.